# Station Osaka-Temmangu
Station Osaka-Temmangu (大阪天満宮駅,  Ōsaka-Tenmangū-eki) is een treinstation in de wijk Kita-ku in Osaka, Japan. Het wordt aangedaan door de JR Tozai-lijn.
Osaka-Temmagu is via wandelgangen verbonden met het naastgelegen station Minami-Morimachi. Het station is vernoemd naar de nabijgelegen Ōsaka-Temmangū-schrijn, die zich ten zuiden van het station bevindt.

## Treindienst

### JR West
| 1 | ■ JR Tōzai-lijn | richting Kita-Shinchi en Amagasaki |
| 2 | ■ JR Tōzai-lijn | richting Kyōbashi                  |

## Geschiedenis
Het station werd in 1997 geopend.
(Gakkentoshi-lijn<<) · Kyobashi ·  Osakajō-kitazume · Osaka-Temmangu · Kita-Shinchi · Shin-Fukushima · Ebie · Mitejima · Kashima · Amagasaki · (>>JR Kobe-lijn- Fukuchiyama-lijn)